# Парська
Парська — колишнє село Зарічненського району Рівненської області.
Село Парська розташоване у лісі, знаходилось за 8 км на захід від Зарічного та входило до Зарічненської селищної ради.
Парська проіснувала менше ста років. Перші жителі з'явились тут під час столипінської реформи.
У найкращі часи в Парській налічувалось до трьох десятків дворів (за іншими даними — понад сто). Тоді у селі були початкова школа, магазин і бригадний двір. Працювали циркулярка і невеличкий цегляний завод. А потім компартійна влада взялась шукати «неперспективні» села, і Парська потрапила до чорного списку.
Найперше, людям заборонили будуватися. Дорогу, яка мала пройти через село, повели в обхід. Школу, бригадний двір і магазин закрили. Залишився єдиний зв'язок із цивілізацією — вузькоколійний дизель-потяг. Від його зупинки до колишнього села йти хвилин сорок. Поступово молодь виїхала у міста та сусідні села, а літні люди повмирали. Відтак фактично Парська перестала існувати. Останній мешканець залишив село у 2001-му. Та на папері вона ще деякий час існувала. У 2005 депутати Зарічненської селищної ради звернулися з клопотанням про вилучення села з державного реєстру.
Нині про колишнє життя тут нагадують лише напівзасохлі фруктові дерева, ледь помітні горбики на місцях фундаментів хат і ями від криниць.
Іноді сюди приїжджають лісоруби й грибники.